# Thisbe irenea
Thisbe irenea is een vlindersoort uit de familie van de prachtvlinders (Riodinidae), onderfamilie Riodininae.
Thisbe irenea werd in 1780 beschreven door Stoll.